# Jincheng (socken i Kina, Heilongjiang)
Jincheng (kinesiska: 金城, 金城乡) är en socken i Kina. Den ligger i provinsen Heilongjiang, i den nordöstra delen av landet, omkring 260 kilometer norr om provinshuvudstaden Harbin.
Genomsnittlig årsnederbörd är 900 millimeter. Den regnigaste månaden är juli, med i genomsnitt 278 mm nederbörd, och den torraste är januari, med 6 mm nederbörd.